# Zaunweg 3 (Buchschlag)

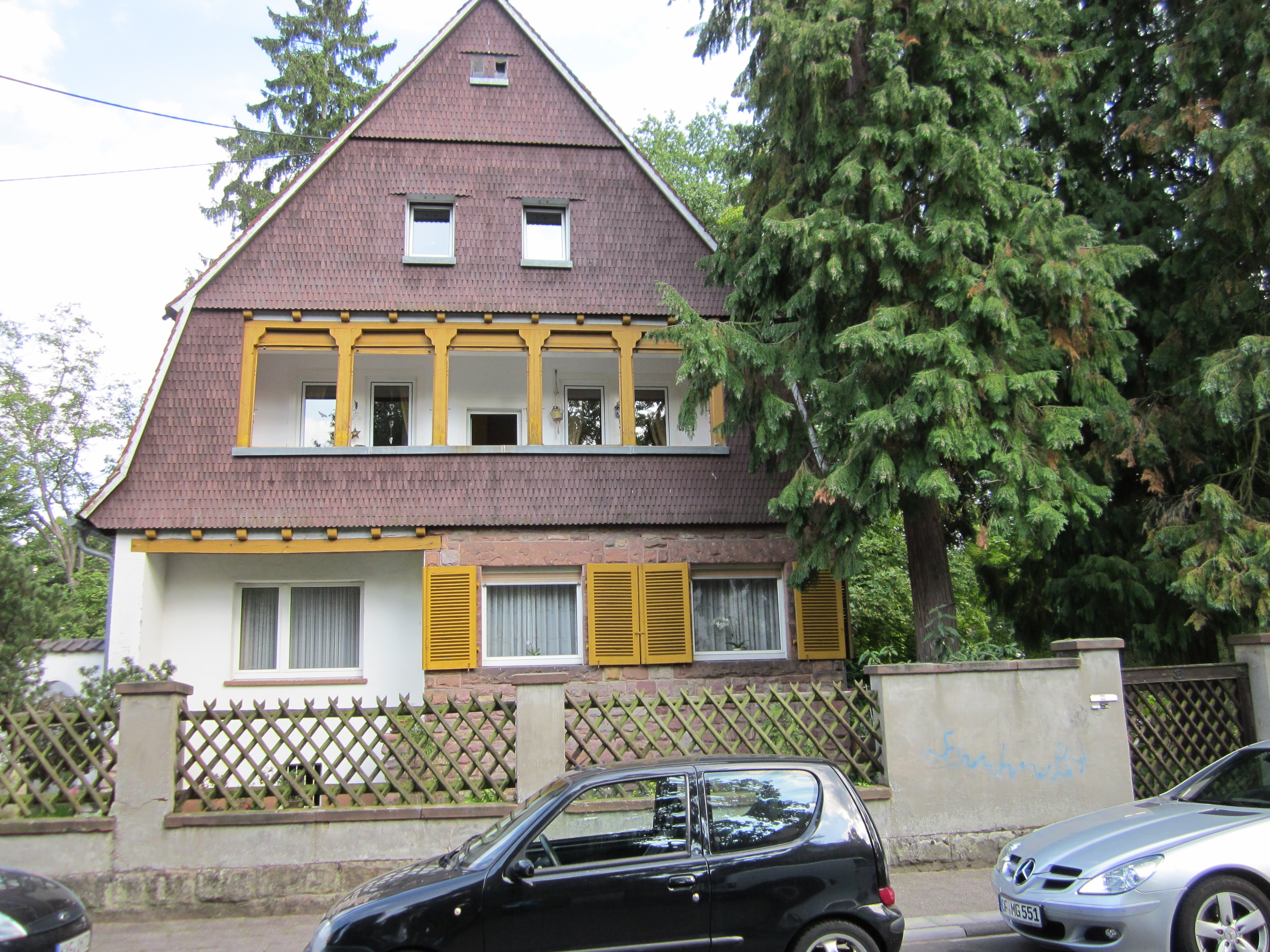
Gebäude Zaunweg 3 in Buchschlag

Das Gebäude Zaunweg 3 in Buchschlag, einem Stadtteil von Dreieich im südhessischen Landkreis Offenbach, wurde zwischen 1907 und 1910 errichtet. Die Villa in der Villenkolonie Buchschlag ist ein geschütztes Kulturdenkmal.
Das Mansarddachhaus mit verschindeltem Giebel hat eine Loggia, die mit einer hölzernen Stützenreihe geöffnet ist. Das Erdgeschoss besteht aus Bruchsteinmauerwerk und ist teilweise verputzt. Es hat links einen Rücksprung mit Sturzbalken und Balkenköpfen, die sich über der Loggia wiederholen. 